# Pyrausta mauretanica
Pyrausta mauretanica is een vlinder uit de familie van de grasmotten (Crambidae), uit de onderfamilie van de Pyraustinae. De wetenschappelijke naam van deze soort is voor het eerst voorgesteld door Hans Rebel in een publicatie uit 1907. De soortstatus van dit taxon is omstreden.
De soort komt voor in Algerije en Turkije.